# Croisances
Croisances era una comuna francesa situada en el departamento de Alto Loira, de la región de Auvernia-Ródano-Alpes, que el 1 de enero de 2016 fue suprimida al fusionarse con la comuna de Thoras, formando la comuna nueva de Thoras.

## Demografía
| Gráfica de evolución demográfica de Croisances entre 1800 y 2013 |
|                                                                  |

Los datos demográficos contemplados en este gráfico de la comuna de Croisances se han cogido de 1800 a 1999 de la página francesa EHESS/Cassini, y los demás datos de la página del INSEE.